# Premi e riconoscimenti di Taeyang
Questa è una lista dei premi e dei riconoscimenti ricevuti da Taeyang, cantante, cantautore e ballerino, sudcoreano che debuttò nel dicembre 2006 sotto la YG Entertainment.

## Riconoscimenti
Channel [V] Asia 
| Anno | Ricevente               | Premio             | Risultato       | Fonti |
| ---- | ----------------------- | ------------------ | --------------- | ----- |
| 2014 | Best K-pop Song of 2014 | "Eyes, Nose, Lips" | Vincitore/trice | [ 1 ] |

 Circle Chart Music Award 
| Anno | Ricevente                       | Premio             | Risultato       | Fonti |
| ---- | ------------------------------- | ------------------ | --------------- | ----- |
| 2014 | Song of the Year (giugno)       | "Eyes, Nose, Lips" | Vincitore/trice | [ 2 ] |
| 2014 | Album of the Year (2nd Quarter) | Rise               | Candidato/a     | [ 2 ] |

 Golden Disc Award 
| Anno | Ricevente                          | Premio             | Risultato       | Fonti |
| ---- | ---------------------------------- | ------------------ | --------------- | ----- |
| 2015 | Digital Daesang (Song of the Year) | "Eyes, Nose, Lips" | Vincitore/trice | [ 3 ] |
| 2015 | Digital Bonsang                    | Taeyang            | Vincitore/trice | [ 3 ] |
| 2018 | Disk Daesang                       | White Night        | Candidato/a     | [ 4 ] |
| 2018 | Popularity Award                   | White Night        | Candidato/a     | [ 4 ] |

iF Design Award
| Anno | Ricevente    | Premio | Risultato       | Fonti |
| ---- | ------------ | ------ | --------------- | ----- |
| 2016 | Album Design | Rise   | Vincitore/trice | [ 5 ] |

 Korean Music Award 
| Anno | Ricevente                                   | Premio            | Risultato       | Fonti |
| ---- | ------------------------------------------- | ----------------- | --------------- | ----- |
| 2009 | Best R&B / Soul Song                        | "Only Look at Me" | Vincitore/trice | [ 6 ] |
| 2009 | Best R&B / Soul Album                       | Hot               | Vincitore/trice | [ 6 ] |
| 2011 | Netizen's Choice: Male Musician of the Year | Taeyang           | Vincitore/trice | [ 7 ] |

 Korean Popular Culture & Art Awards 
| Anno | Ricevente                                     | Premio  | Risultato       | Fonti |
| ---- | --------------------------------------------- | ------- | --------------- | ----- |
| 2010 | Minister Commendation for Culture and Tourism | Taeyang | Vincitore/trice | [ 8 ] |

MBN Award
| Anno | Ricevente  | Premio | Risultato       | Fonti |
| ---- | ---------- | ------ | --------------- | ----- |
| 2014 | Best Album | Rise   | Vincitore/trice | [ 9 ] |

 Melon Music Award 
| Anno | Ricevente            | Premio                      | Risultato       | Fonti  |
| ---- | -------------------- | --------------------------- | --------------- | ------ |
| 2014 | Top 10               | Taeyang                     | Vincitore/trice |        |
| 2014 | Best R&B/Soul Award  | "Eyes, Nose, Lips"          | Candidato/a     |        |
| 2014 | Song of the Year     | "Eyes, Nose, Lips"          | Vincitore/trice |        |
| 2014 | Artist of the Year   | Taeyang                     | Candidato/a     |        |
| 2014 | Album of the Year    | Rise                        | Candidato/a     |        |
| 2015 | Hot Trend Award 2015 | Infinite Challenge Festival | Vincitore/trice | [ 10 ] |

Melon Popularity Award
| Ricevente | Data         | Fonti         |
| --------- | ------------ | ------------- |
| "Mapsosa" | 7 settembre  | [ 10 ] [ 11 ] |
| "Mapsosa" | 14 settembre | [ 10 ] [ 11 ] |
| "Mapsosa" | 21 settembre | [ 10 ] [ 11 ] |

 Mnet Asian Music Award 
| Anno | Ricevente                     | Premio             | Risultato       | Fonti         |
| ---- | ----------------------------- | ------------------ | --------------- | ------------- |
| 2008 | Best Male Artist              | "Only Look at Me"  | Candidato/a     | [ 12 ]        |
| 2008 | Best Ballad/R&B Performance   | "Only Look at Me"  | Candidato/a     | [ 12 ]        |
| 2008 | Best Music Video              | "Prayer"           | Candidato/a     | [ 12 ]        |
| 2010 | Best Male Artist              | "I'll Be There"    | Vincitore/trice | [ 13 ] [ 14 ] |
| 2010 | Best Dance Performance - Solo | "I'll Be There"    | Candidato/a     | [ 13 ] [ 14 ] |
| 2010 | Best Music Video              | "I'll Be There"    | Candidato/a     | [ 13 ] [ 14 ] |
| 2010 | Album of the Year             | Solar              | Candidato/a     | [ 13 ] [ 14 ] |
| 2014 | Song of the Year              | "Eyes, Nose, Lips" | Vincitore/trice | [ 15 ]        |
| 2014 | Best Vocal Performance - Male | "Eyes, Nose, Lips" | Vincitore/trice | [ 15 ]        |
| 2014 | Best Male Artist              | Taeyang            | Vincitore/trice | [ 15 ]        |
| 2014 | Artist of the Year            | Taeyang            | Candidato/a     | [ 15 ]        |

Myx Music Award
| Anno | Ricevente            | Premio             | Risultato   | Fonti  |
| ---- | -------------------- | ------------------ | ----------- | ------ |
| 2015 | Favorite K-Pop Video | "Eyes, Nose, Lips" | Candidato/a | [ 16 ] |

 Naver Music Award 
| Anno | Ricevente        | Premio            | Risultato       |
| ---- | ---------------- | ----------------- | --------------- |
| 2008 | Song of the Year | "Only Look at Me" | Vincitore/trice |

Red Dot Design Award
| Anno | Ricevente            | Premio | Risultato       | Fonti  |
| ---- | -------------------- | ------ | --------------- | ------ |
| 2015 | Communication Design | Rise   | Vincitore/trice | [ 17 ] |

SBS Awards Festival
| Anno | Ricevente      | Premio  | Risultato       | Fonti  |
| ---- | -------------- | ------- | --------------- | ------ |
| 2014 | Top 10 Artist  | Taeyang | Vincitore/trice | [ 18 ] |
| 2014 | Best Male Solo | Taeyang | Vincitore/trice | [ 18 ] |

SBS MTV Best of the Best
| Anno | Ricevente          | Premio  | Risultato   | Fonti  |
| ---- | ------------------ | ------- | ----------- | ------ |
| 2013 | Best Male Solo     | Taeyang | Candidato/a | [ 19 ] |
| 2014 | Best Male Solo     | Taeyang | Candidato/a | [ 20 ] |
| 2014 | Artist of the Year | Taeyang | Candidato/a | [ 20 ] |

 Style Icon Award 
| Anno | Ricevente          | Premio  | Risultato   | Fonti  |
| ---- | ------------------ | ------- | ----------- | ------ |
| 2014 | Top 50 Style Icons | Taeyang | Candidato/a | [ 21 ] |

Tudou Young Choice Award
| Anno | Ricevente       | Premio  | Risultato       | Fonti  |
| ---- | --------------- | ------- | --------------- | ------ |
| 2014 | Superstar Award | Taeyang | Vincitore/trice | [ 22 ] |

YinYuTai V-Chart Award
| Anno | Ricevente        | Premio    | Risultato       | Fonti  |
| ---- | ---------------- | --------- | --------------- | ------ |
| 2015 | Best Male Artist | "Taeyang" | Vincitore/trice | [ 23 ] |